# 30. Division (Deutsches Kaiserreich)
Die 30. Division, für die Dauer des mobilen Verhältnisses auch als 30. Infanterie-Division bezeichnet, war ein Großverband der Preußischen Armee.

## Gliederung
Die Division war Teil des XV. Armee-Korps.

### Friedensgliederung 1914
- 60. Infanterie-Brigade in Straßburg
  - 2. Oberrheinisches Infanterie-Regiment Nr. 99 in Zabern und Pfalzburg
  - 4. Unter-Elsässisches Infanterie-Regiment Nr. 143 in Straßburg und Mutzig
- 85. Infanterie-Brigade in Straßburg
  - 4. Lothringisches Infanterie-Regiment Nr. 136 in Straßburg
  - Infanterie-Regiment „König Wilhelm II. von Württemberg“ (6. Königlich Sächsisches) Nr. 105 in Straßburg
- 30. Kavallerie-Brigade in Straßburg
  - 3. Schlesisches Dragoner-Regiment Nr. 15 in Hagenau
  - 2. Rheinisches Husaren-Regiment Nr. 9 in Straßburg
- 30. Feldartillerie-Brigade in Straßburg
  - 2. Ober-Elsässisches Feldartillerie-Regiment Nr. 51
  - Straßburger Feldartillerie-Regiment Nr. 84
- Landwehr-Inspektion Straßburg

### Kriegsgliederung bei Mobilmachung 1914
- 60. Infanterie-Brigade
  - 2. Oberrheinisches Infanterie-Regiment Nr. 99
  - 4. Unter-Elsässisches Infanterie-Regiment Nr. 143
- 85. Infanterie-Brigade
  - Infanterie-Regiment „König Wilhelm II. von Württemberg“ (6. Königlich Sächsisches) Nr. 105
  - 4. Lothringisches Infanterie-Regiment Nr. 136
- Jäger-Regiment zu Pferde Nr. 3
- 30. Feldartillerie-Brigade
  - 2. Ober-Elsässisches Feldartillerie-Regiment Nr. 51
  - Straßburger Feldartillerie-Regiment Nr. 84
- 1. Elsässisches Pionier-Bataillon Nr. 15

### Kriegsgliederung vom 2. September 1918
- 60. Infanterie-Brigade
  - 2. Oberrheinisches Infanterie-Regiment Nr. 99
  - Infanterie-Regiment „König Wilhelm II. von Württemberg“ (6. Königlich Sächsisches) Nr. 105
  - 4. Unter-Elsässisches Infanterie-Regiment Nr. 143
  - 5. Eskadron/Dragoner-Regiment „Generalfeldmarschall Prinz Leopold von Bayern“ (Westfälisches) Nr. 7
- Artillerie-Kommandeur Nr. 30
  - Straßburger Feldartillerie-Regiment Nr. 84
  - Bayerisches Fußartillerie-Bataillon 10
- 1. Elsässisches Pionier-Bataillon Nr. 15
- Divisions-Nachrichten-Kommandeur Nr. 30

## Geschichte
Die Division wurde am 1. April 1887 als 33. Division mit Straßburg als Kommando neuformiert. Am 1. April 1890 erfolgte der Standort- und Nummerntausch mit der 30. Division in Metz.

### Erster Weltkrieg
Während des Ersten Weltkriegs kam die Division ausschließlich an der Westfront zum Einsatz.

### Gefechtskalender

#### 1914
- 31. Juli bis 16. August – Grenzschutz gegen Frankreich (Teile)
  - 09. bis 10. August – Gefecht bei Sennheim-Mühlhausen (1. Schlacht bei Mülhausen)
- 20. bis 22. August – Schlacht in Lothringen
- 22. August bis 5. September – Schlacht vor Nancy-Epinal
- 12. bis 13. September – Gefecht am Dyle-Kanal und bei Beyghem
- 13. September bis 19. Oktober – Kämpfe an der Aisne
  - 14. September – Corbeny
- 17. September bis 19. Oktober – Kämpfe bei Hurtebise
- 29. Oktober bis 26. November – Stellungskämpfe in Flandern
- 30. Oktober bis 24. November – Erste Flandernschlacht
  - 31. Oktober – Erstürmung von Gheluvelt
- 27. bis 30. November – Schlacht an der Yser
- ab 1. Dezember – Stellungskämpfe an der Yser

#### 1915
- - 17. bis 21. April – Kämpfe um Höhe 60
  - 22. April bis 25. Mai – Kämpfe um Ypern
  - 01. bis 5. Mai – Kämpfe um Höhe 60

#### 1916
- bis 8. Januar – Stellungskämpfe an der Yser
- 21. Februar bis 9. September – Schlacht um Verdun
  - 3. bis 13. März – Kämpfe bei Vaux
  - 16. April bis 1. Juni – Kampf um Fort Vaux
  - 14. Mai bis 1. Juni – Kampf um Damloup
  - 02. Juni – Erstürmung von Damloup
  - 03. bis 7. Juni – Kämpfe in und bei Fort Vaux (Teile)
  - 03. Juni bis 9. September – Kämpfe südlich Fort Vaux, Berg- und Lauffée-Wald (Teile)
  - 21. Juni – Erstürmung der Batterie a und des Steinbruchs südwestlich Fort Vaux (Teile)
  - 03. Juli – Erstürmung der Hohen Batterie de Damloup (Teile)
  - 04. bis 19. August – Kämpfe um Zwischenwerk Thiaumont (Teile)
  - 09. September bis 14. Oktober – Stellungskämpfe vor Verdun
- 26. Oktober bis 18. November – Schlacht an der Somme
- ab 13. Dezember – Stellungskämpfe vor Verdun
  - 15. bis 16. Dezember – Kämpfe bei Louvemont und Bezonvaux

#### 1917
- bis 25. Januar – Stellungskämpfe vor Verdun
- 26. Januar bis 5. April – Stellungskämpfe in der Champagne
- 06. April bis 27. Mai – Schlacht in der Champagne
- 28. Mai bis 30. Juni – Stellungskämpfe bei Reims
- 01. Juli bis 18. August – Stellungskämpfe in der Champagne
- 19. August bis 9. Oktober – Abwehrschlacht bei Verdun
- 24. Oktober bis 2. November – Nachhutkämpfe an und südlich der Ailette
- 03. bis 19. November – Stellungskämpfe nördlich der Ailette
- 21. bis 29. November – Schlacht von Cambrai
- 30. November bis 7. Dezember – Angriffsschlacht bei Cambrai
- 07. bis 14. Dezember – Stellungskämpfe in der Siegfriedstellung

#### 1918
- 15. bis 17. Januar – Stellungskämpfe in den Argonnen
- 17. Januar bis 25. März – Stellungskämpfe in der Champagne
- 26. März bis 5. April – Reserve der 3. und 7. Armee
- 11. April bis 8. Juni – Kämpfe bei Montdidier
- 09. bis 20. Juni – Kämpfe an der Avre und Matz
- 09. bis 13. Juni – Schlacht bei Noyon
- 27. Juni bis 14. Juli – Stellungskämpfe in der Champagne
- 15. bis 17. Juli – Angriffsschlacht an der Marne und in der Champagne
- 26. September bis 9. Oktober – Kämpfe vor der Siegfriedfront
- 27. September bis 8. Oktober – Abwehrschlacht zwischen Cambrai und Saint-Quentin
- 09. bis 14. Oktober – Kämpfe vor und in der Hermannstellung
- ab 12. November – Räumung des besetzten Gebietes und Marsch in die Heimat

## Kommandeure
als 33. Division
| Dienstgrad      | Name                | Datum                                                        |
| --------------- | ------------------- | ------------------------------------------------------------ |
| Generalmajor    | Otto von Derenthall | 01. April bis 14. November 1887 (mit der Führung beauftragt) |
| Generalleutnant | Otto von Derenthall | 15. November 1887 bis 11. Juli 1888                          |
| Generalleutnant | Wilhelm von Scherff | 12. Juli 1888 bis 16. Juni 1889                              |
| Generalleutnant | Robert von Goetze   | 17. Juni 1889 bis 23. März 1890                              |

als 30. Division
| Dienstgrad                   | Name                         | Datum                                                      |
| ---------------------------- | ---------------------------- | ---------------------------------------------------------- |
| Generalleutnant              | Robert von Goetze            | 24. März 1890 bis 12. November 1890                        |
| Generalleutnant              | Max Schott von Schottenstein | 13. November 1890 bis 16. Mai 1892                         |
| Generalleutnant              | Oskar Lademann               | 17. Mai 1892 bis 13. Mai 1894                              |
| Generalleutnant              | Robert von Massow            | 14. Mai 1894 bis 30. März 1898                             |
| Generalleutnant              | Louis Stoetzer               | 01. April 1898 bis 2. Mai 1901                             |
| Generalleutnant              | Walther von Moßner           | 03. Mai 1901 bis 17. April 1903                            |
| Generalleutnant              | Ernst von Hoiningen          | 18. April 1903 bis 11. September 1907                      |
| Generalmajor                 | Georg von der Goltz          | 02. bis 19. April 1909 (mit der Führung beauftragt)        |
| Generalleutnant              | Georg von der Goltz          | 20. April 1909 bis 26. Januar 1912                         |
| Generalmajor                 | Johannes von Eben            | 27. Januar bis 21. April 1912 (mit der Führung beauftragt) |
| Generalleutnant              | Johannes von Eben            | 22. April 1912 bis 29. August 1914                         |
| Generalleutnant              | Adolf Wild von Hohenborn     | 29. August bis 7. November 1914                            |
| Generalmajor                 | Karl Friedrich Surén         | 07. November bis 17. Dezember 1914                         |
| Generalmajor/Generalleutnant | Friedrich von Gontard        | 17. Dezember 1914 bis 1. November 1917                     |
| Generalmajor                 | Gustav von Lambsdorff        | 02. November 1917 bis 10. September 1918                   |
| Generalmajor                 | Gustav Riebensahm            | 11. September 1918 bis 19. Februar 1919                    |